# السياسب
السياسب  حي سكني في وسط مدينة المبرز في محافظة الأحساء شرق السعودية، كانت المبرز مسوّرة، وكان فيها ثماني حارات، كانت السياسب في الغرب الجنوبي من المبرز، وكان لسور المبرز عدة أبواب، تُسمى دراويز، جمع دروازة، وكان لحارة (فريج) السياسب دروازة تُسمى دروازة السياسب، سبب تسمية الحي هو إضافة لأسرة السياسب من قبيلة عقيل، وقيل من الخوالد، والسياسب من أقدم مناطق المبرز، وكان أكثرها شعبية وتواصلاً بين سكانه، ثم هجرَ الحيَّ أكثرُ سكانه، قال صالح المحيسن في 25 يوليو 2012م «عندما تزوره يشعرك الصمت المُطبق في أزقته كما لو كان حياً مهجوراً إلاّ من قلة قليلة من أهله الذين أصرّوا على البقاء فيه، أو أجبرتهم ظروف الحياة على المكوث بين جدرانه حتى يفارقوا الحياة»، وفي 2003/08/10 ذكرت جريدة اليوم أن حي السياسب كان أحد خمسة أحياء وكانت السياسب في الجانب الشمالي الغربي وكان عدد بيوت الحي 300 بيت وشيخه عبد الله بن سعدون وكان هو حاكم المدينة كلها.

## مساجد

### مساجد سابقة
- مسجد سعدون
- مسجد براك
- مسجد السنيدي
- مسجد منيرة
- مسجد بن دويس بن ثاني
- مسجد حطاب المويلح
- مسجد نجم
- مسجد الخطيب
- مسجد الهرفيل
- مسجد الرملة
- مسجد البن زيد
- مسجد طاهر
- مسجد مصبح

## مدارسها
كان في السياسب مدرستان قديمتان، مدرسة السعدون، المنسوبة إلى سعدون بن سيف السعدون، جعلها وقفاً، ومدرسة الحصل.

### مدارس حديثة
- مدرسة عبد الرحمن الغافقي الابتدائية، تأسست سنة 1379 هـ.[5]